# Яздовице
Яздови́це (пол. Jazdowice) — село в Польше в сельской гмине Слабошув Мехувского повета Малопольского воеводства.
Село располагается в 5 км от административного центра гмины села Слабошув, в 21 км от административного центра повета города Мехув и в 44 км от административного центра воеводства города Краков.
В 1975—1998 годах село входило в состав Келецкого воеводства.